# إلوي ماتوس
إلوي ماتوس (بالإنجليزية: Eloy Matos)‏ هو لاعب كرة قدم أمريكي في مركز الهجوم، ولد في 10 أبريل 1985 في سان خوان في الولايات المتحدة. شارك مع منتخب بورتوريكو لكرة القدم. أما مع النوادي، فقد لعب مع نادي أتليتيكو ريفير بليت بورتو ريكو.

## وصلات خارجية
- إلوي ماتوس على موقع قاعدة بيانات كرة القدم.إي يو (الإنجليزية)
- إلوي ماتوس على موقع ناشيونال فوتبول تيمز (الإنجليزية)